# District de Zhushan
Pour les articles homonymes, voir Zhushan.
Le district de Zhushan (珠山区 ; pinyin : Zhūshān Qū) est une subdivision administrative de la province du Jiangxi en Chine. Il est placé sous la juridiction de la ville-préfecture de Jingdezhen.